# Batalla de Svolder
La batalla de Svolder (Svold, Swold) se libró en septiembre de 999 o 1000 en algún lugar al oeste del mar Báltico entre el rey Olaf I de Noruega y una alianza de sus enemigos. El contexto de la batalla es la unificación de Noruega en un único Estado, los continuos esfuerzos daneses por obtener el control del país y la expansión del cristianismo en Escandinavia.
El rey Olaf se encontraba navegando de vuelta a casa tras una expedición a Wendland (Pomerania), cuando sufrió una emboscada por parte de una alianza de Svend I de Dinamarca, Olaf de Suecia y Eirik Håkonsson, Jarl de Lade. Olaf poseía solamente once embarcaciones de guerra en la batalla contra una flota de por lo menos setenta. Sus navíos fueron capturados uno a uno, siendo el último el Ormen Lange, el cual fue apresado por Eirik Håkonsson mientras Olaf se lanzaba al mar. Tras la batalla, Noruega pasó a ser dominada por los Jarls de Lade como un feudo de Dinamarca y Suecia.
Las fuentes más detalladas sobre la batalla, las sagas reales, se escribieron aproximadamente dos siglos después de la misma. Poco fidedignas históricamente, ofrecen un relato literario extendido y describen la batalla y los eventos que llevaron a ella con vívidos detalles. Las sagas relacionan las causas de la batalla con la fallida propuesta de matrimonio de Olaf I de Noruega a Sigrid la Altiva y su problemático casamiento con Thyri, hermana de Svend I de Dinamarca. Cuando la batalla comenzó, Olaf subestimó las flotas danesas y suecas con insultos étnicos y bravuconadas, aunque admitía que Eirik Håkonsson y sus hombres eran peligrosos ya que eran «noruegos como nosotros». El episodio más conocido de la batalla es la rotura del arco de Einar Tambarskjelve, que proclama la derrota de Olaf.
En siglos posteriores, las descripciones de la batalla en las sagas, especialmente la realizada en la Heimskringla de Snorri Sturluson, inspiraron varias baladas y otras obras literarias.

## Contexto
En la historia más antigua registrada, Noruega se encontraba dividida en diversos reinos, pequeños y en ocasiones en guerra entre sí, con una débil autoridad central. En la historiografía tradicional, la ascensión al trono de Harald Cabellera Hermosa en el siglo IX inició el proceso de unificación del país y la consolidación del poder real. Sus descendientes y otros pretendientes al trono, tuvieron que competir contra fuertes líderes regionales, como los Jarls de Lade en el norte y los reyes de Vingulmark en el este, mientras que los reyes de Dinamarca reivindicaban las regiones del sur y estaban ansiosos de hacerse con los vasallos noruegos para aumentar así su influencia. La expansión del cristianismo también tomó tintes políticos, especialmente a finales del siglo X.

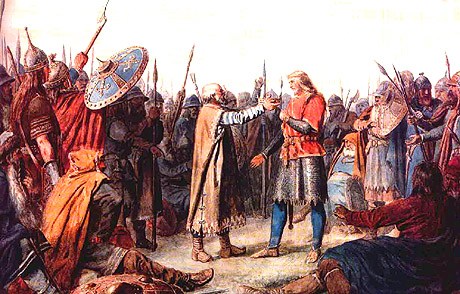
Proclamado rey en 995, Olaf I pronto trató de convertir a Noruega al cristianismo usando todos los medios a su alcance.

En la década de 970, Håkon Sigurdsson, Jarl de Lade, se convirtió en el hombre más poderoso de Noruega, en un comienzo apoyado por Harald Blåtand, rey de Dinamarca y pagándole tributos, aunque los dos posteriormente rompieron su alianza por motivos religiosos. Harald se había convertido al cristianismo y estaba ansioso por cristianizar Noruega, mientras que Håkon continuaba siendo un acérrimo pagano. En 995, Håkon fue depuesto y el joven líder cristiano Olaf Tryggvason ascendía al trono.
Aunque rechazaba la autoridad danesa, Olaf hizo su misión el convertir a Noruega y a las colonias nórdicas en el oeste lo más rápido y completamente posible. Mediante amenazas, torturas y ejecuciones, Olaf rompió la resistencia pagana y en pocos años Noruega pasó a ser, al menos nominalmente, un país cristiano. Sin embargo, el rey se granjeó muchos enemigos durante su meteórica ascensión al poder. Los más destacados eran el Jarl Eirik Håkonsson, hijo del Jarl Håkon, y Svend I de Dinamarca: ambos sentían que Olaf les había desprovisto de sus posesiones en Noruega.
Los mismos intereses que entraron en conflicto en la batalla de Svolder dividieron a Noruega en las décadas siguientes, llevando a otros grandes enfrentamientos, incluyendo la batalla de Nesjar y la batalla de Stiklestad. La solución llegó en 1035 con la ascensión al trono del noruego Magnus el Bueno, rey de una Noruega independiente y cristiana.

## Fuentes

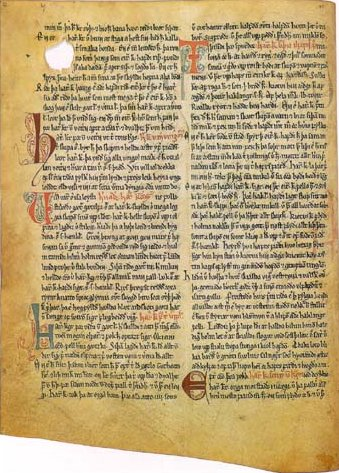
Aunque la batalla aparece descrita en numerosas fuentes medievales, la narrativa de la Heimskringla de Snorri Sturluson es la más conocida y la que más ha influido en los trabajos literarios e historiográficos modernos.

## Antecedentes de la batalla

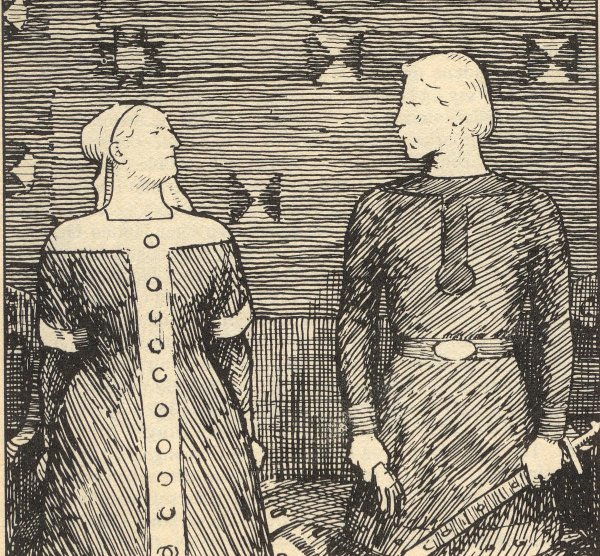
Olaf I de Noruega pidiendo el matrimonio a Sigrid la Altiva, bajo la condición de que ella se convierta al cristianismo. Cuando Sigrid rechazó la propuesta, Olaf la golpeó con un guante. Ella le advirtió de que aquello podía llevarlo a la muerte.

No se puede deducir nada a partir de los poemas escaldos contemporáneos sobre las causas de la batalla. Adán de Bremen comentó que la esposa danesa de Olaf I de Noruega, Thyra, le instigó a declarar la guerra contra Dinamarca. Cuando Olaf supo que Svend I de Dinamarca y Olaf de Suecia habían formado una alianza, se enfureció y decidió que había llegado la hora de emprender un ataque. Ágrip e Historia Norwegie poseen un relato similar. Thyra era hermana de Svend I de Dinamarca, y cuando Olaf I de Noruega se casó con ella, Svend se negó a pagar la dote que había prometido. Enfurecido, Olaf lanzó una expedición para atacar a Dinamarca, pero fue muy impaciente para esperar a que se reuniera una flota conjunta de toda Noruega e inició un viaje hacia el sur solamente con once navíos, esperando que el resto le siguieran. Cuando se constató que ninguna flota más le seguía, puso rumbo hacia Wendland (Pomerania) con el objetivo de buscar aliados. En su camino, fue víctima de una emboscada por parte de Svend y sus aliados. Estos relatos son contradichos por un verso contemporáneo de Hallfreðr vandræðaskáld que afirma que Olaf I de Noruega estaba navegando desde el sur cuando fue atacado.

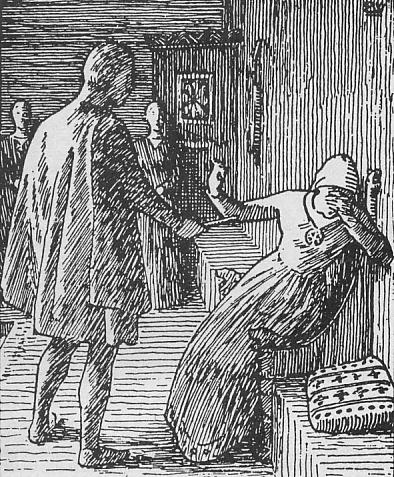
Olaf ofrece a Thyra un tallo de angelica. Ella llora y le reprende por no enfrentarse a Svend I y recuperar la dote de su matrimonio, todavía en tierras sorbias.

Oddr Snorrason tiene un elaborado relato de los problemas que surgieron de los casamientos de Thyra. Cuenta que se encontraba prometida y se casó con el rey Burislav de Wendia, pero ella no deseaba ser su esposa y dejó de comer tras su boda, por lo que Burislav decidió que volviera a Dinamarca. Poco después, Thyri concertó su boda con Olaf I de Noruega, para disgusto de su hermano Svend. La reina consorte danesa, y mujer de Svend, Sigrid la Altiva, una acérrima opositora de Olaf, incitó a Svend a iniciar una guerra contra él. Svend conspiró entonces con el jarl Sigvaldi Strut-Haraldsson, caudillo de los jomsvikings y Olaf de Suecia para tender una emboscada contra Olaf I de Noruega. Este último viajó a Wendland para recoger la dote de Thyri de manos de Boleslao y una vez allí, escuchó rumores de una emboscada planeada, pero Sigvaldi llegó para asegurarle que aquellos rumores eran falsos. Olaf creyó a Sigvaldi, y mandó a la mayor parte de su flota rumbo a casa, ya que sus hombres estaban impacientes. Por ello, Olaf solamente poseía una pequeña flota cuando fue emboscado cerca de Svolder.
Fagrskinna y Heimskringla siguen en gran parte el relato de Oddr, pero lo simplifican y difieren de él en algunos aspectos. Según Heimskringla, Sigvaldi navegó de Wendland con Olaf y una flota navíos sorbios y lo llevó hasta la emboscada.
Tanto si los detalles son exactos como si no, está claro que Svend, Olaf de Suecia y Eirik poseían numerosas razones para oponerse a Olaf I de Noruega. Este había tomado el control de Viken, en el sur de Noruega, un área que había permanecido durante largo tiempo bajo soberanía danesa. Olaf y Svend estuvieron en Inglaterra juntos, pero Olaf firmó la paz mientras Svend continuaba en campaña. Svend se encontraba en términos amigables con Olaf de Suecia y se ligó a él mediante un matrimonio, convirtiéndose en aliados naturales. Finalmente, el Jarl Eirik había sido desprovisto de su patrimonio por Olaf I, como lo fue su padre, el Jarl Håkon, por lo que podía ansiar venganza contra el rey.
A partir de los relatos contradictorios de las fuentes, los historiadores han intentado reconstruir la probable secuencia de los hechos que llevaron a la batalla. Es probable que Olaf I estuviese de hecho navegando de Wendland a Noruega cuando fue emboscado, a pesar de lo que narran las sagas reales, que quizá exageren la importancia de Thyri y sus matrimonios. Aunque es posible que Olaf hubiese acudido a Wendland a recoger la dote, parece más probable que estuviese esperando una guerra y por ello hubiera acudido a Wendland en busca de aliados, a pesar de su escaso éxito. El personaje de Sigvaldi se mantiene enigmático, a pesar de haber evidencias en las poesías escaldas de que fue él de hecho quien engañó a Olaf.

## Época y localización

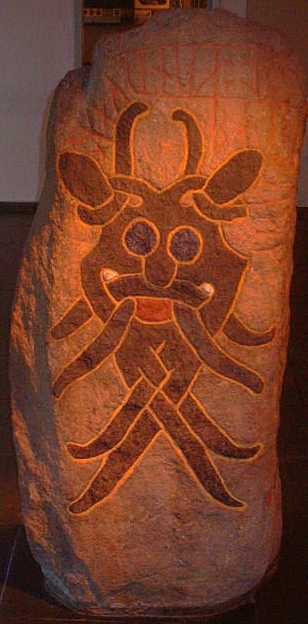
La piedra rúnica de Aarhus DR 66, de la Época vikinga, homenajea a un hombre que «encontró la muerte cuando los reyes luchaban». El evento referido puede ser la batalla de Svolder.

Todas las fuentes que datan la batalla concuerdan con que esta acaeció en el año 1000. La fuente más antigua que data la batalla es la meticulosa Íslendingabók, escrita en torno a 1128, la cual especifica que aconteció en verano. Oddr Snorrason dice que «la conmemoración por los caídos en la batalla se celebra el tercer o cuarto idus de septiembre», es decir, el 10 o el 11 de septiembre. Mesta afirma que la batalla ocurrió el 9 de septiembre, y otras fuentes están de acuerdo con las dos fechas. Puesto que algunos escritores medievales calculaban el fin de año en septiembre, es posible que el año referido sea, en realidad, el 999.
La localización de la batalla no puede identificarse con certeza. Según Adán de Bremen, se libró en Oresund. Ágrip e Historia Norwegie también la sitúan fuera de Selandia. Theodoricus afirma que ocurrió «al lado de la isla llamada Svöldr; situada cerca de Slavia». Fagrskinna habla de «una isla cercana a la costa de Vinðland… esta isla se llama Svölðr.» Oddr Snorrason y Heimskringla concuerdan en cuanto al nombre de la isla, pero no especifican su localización. Una estrofa de Skúli Þórsteinsson habla de «la boca de Svolder», sugiriendo que Svolder fuese originalmente el nombre de un río que los nórdicos, no familiarizados con la geografía sorbia, transformaron en una isla. La fuente danesa Annales Ryenses es la única que sitúa la batalla en Schlei. Los historiadores modernos están divididos: algunos apuntan a las proximidades de la isla de Rügen como lugar de la batalla, mientras que otros se decantan por Oresund.

## Composición de las flotas
Las fuentes nórdicas coinciden en que Olaf I luchó contra fuerzas proporcionalmente muy superiores en la batalla. Fagrskinna, por ejemplo, afirma que poseía «solamente una pequeña fuerza», y que el mar a su alrededor estaba «copado de navíos de guerra». Las fuentes que especifican el número de navíos de guerra concuerdan en que Olaf I contaba con once navíos mientras que atribuyen cifras diversas a la flota aliada.
| Fuente               | Olaf I de Noruega | Olaf de Suecia | Eirik | Svend | Total de los aliados |
| -------------------- | ----------------- | -------------- | ----- | ----- | -------------------- |
| Oddr Snorrason       | 11                | 60             | 19    | 60    | 139                  |
| Ágrip                | 11                | 30             | 22    | 30    | 82                   |
| Historia Norwegiæ    | 11                | 30             | 11    | 30    | 71                   |
| Theodoricus Monachus | 11                | -              | -     | -     | 70                   |
| Rekstefja            | 11                | 15             | 5     | 60    | 80                   |

Aunque las sagas están de acuerdo en que Olaf I poseía solamente once embarcaciones en la batalla, algunas de ellas citan un verso de Halldórr ókristni que afirma que Olaf tenía 71 navíos cuando partió del sur. Las sagas explican esta discrepancia con que algunos de los 71 navíos pertenecían a Jarl Sigvaldi, quien abandonó a Olaf, y que otros sobrepasaron poco antes el lugar de Svolder antes de que la emboscada fuera llevada a cabo.
Las sagas describen tres de los barcos de la flota de Olaf I. Según Heimskringla, el Grulla era un gran y rápido navío de guerra con treinta bancos de remeros, alto a la proa y a la popa. Fue encargado por Olaf y usado como su navío de bandera por algún tiempo.
Olaf confiscó la segunda de sus grandes naves de un pagano a quien torturó hasta la muerte por rechazar el convertirse al cristianismo. Él «iba al timón él mismo, ya que era un navío mucho más largo y bello que el Grulla. Su proa poseía una cabeza de dragón, y en su popa, un báculo en forma de cola; y los dos lados del mástil y la popa eran dorados. Aquel navío el rey lo llamaba Serpiente, porque cuando se izaba la vela, parecía el ala de un dragón. Aquel era el barco más bonito de toda Noruega.»

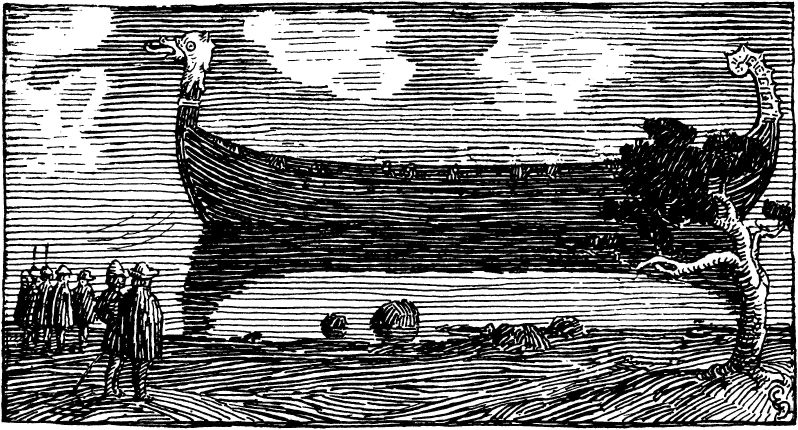
El Serpiente Larga (Omen Lange) era «el mejor navío jamás construido en Noruega, y el más costoso».

El tercer navío de bandera de Olaf, el Ormen Lange, era una embarcación legendaria mencionada en diversas anécdotas en las sagas:

Fue construido como un barco dragón, según el modelo de Serpiente que el rey había llevado desde Hålogaland; por ello era mucho mayor y estaba realizado de forma más cuidadosa en todos sus aspectos. Lo llamó Serpiente Larga (Ormen Lange) y al otro, Serpiente Corta. El Serpiente Larga poseía treinta y cuatro compartimentos. La proa y la popa eran ambas doradas. Las bordas eran tan altas como las de un navío de altura. Este era el mejor navío jamás construido en Noruega, y el más costoso.

El único navío aliado descrito es el Ariete de Hierro del Jarl Eirik. Según
Fagrskinna, era «el más grande de todos los barcos». Heimskringla da más detalles:

El Jarl Eirik era dueño de un navío muy grande que estaba acostumbrado a llevar en sus expediciones vikingas. Tenía un pico [o ariete] en la parte superior de la proa, en la parte frontal de la popa, y debajo de ella, pesadas placas de hierro tan grandes como el propio pico, y bajaban hasta la línea de agua.

## Los líderes evalúan a sus oponentes

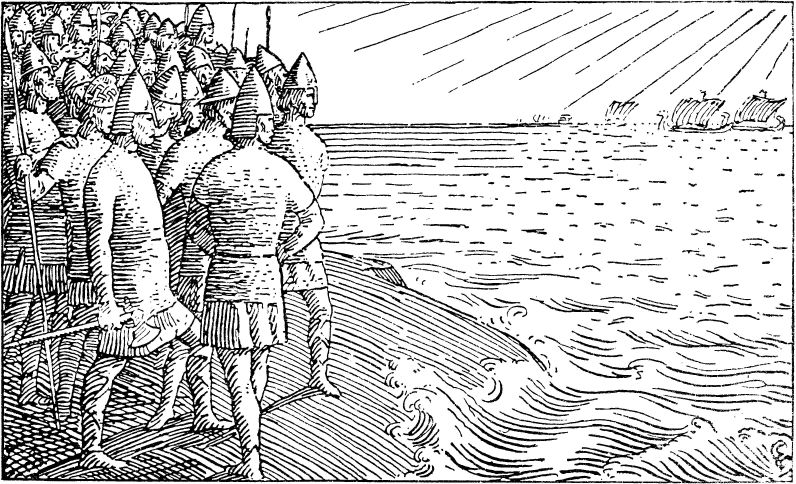
Al situarse en la isla de Svolder, los líderes aliados tuvieron la posibilidad de evaluar la flota de Olaf I mientras esta pasaba.

Es improbable que los escritores de las sagas poseyeran informaciones precisas sobre detalles de la batalla más allá de los escasos relatos en los poemas que han llegado a la actualidad. No obstante, y comenzando por Oddr Snorrason, se presenta un relato literario elaborado, describiendo a los principales participantes a través de sus palabras y hechos.
Los navíos de Olaf I pasaron el anclaje de sus enemigos aliados en una larga y desordenada columna, ya que no se esperaba ningún ataque. Convenientemente posicionados para observar la flota, el Jarl Eirik y los dos reyes vieron el paso de la misma. Svend I y Olaf de Suecia se encontraban ansiosos por iniciar la batalla, pero Eirik aparece retratado como más cauto y familiarizado con las fuerzas noruegas.
A medida que las mayores embarcaciones aparecían progresivamente, los daneses y los suecos pensaban que cada barco era el Serpiente Larga y querían atacar de inmediato, pero Eirik consigue mantenerles en sus puestos con comentarios bien fundados:

No está el rey Olaf en aquel navío. Conozco este barco porque lo he visto con frecuencia. Pertenece a Erling Skjalgsson de Jaðarr y es mejor atacarlo por la popa. Su tripulación es tanta que, si nos encontramos con el rey Olaf, nos daremos cuenta de que hubiera sido mejor para nosotros encontrar un hueco en su flota que plantar cara directamente a ese drakkar.

Cuando Eirik finalmente consintió el inicio del ataque, Svend I supuso que él comandaría el Serpiente Larga «antes de que el Sol se ponga». Eirik hizo una observación «para que pocos hombres la oyeran», diciendo que «solamente con el ejército danés a su disposición, Svend nunca comandaría este navío». A medida que los aliados se preparan para atacar a Olaf I, el punto de vista de la narración pasa a la flota noruega.
Tras haber avistado al enemigo, Olaf podría haber utilizado las velas y los remos para sobrepasar la emboscada y escapar, pero se negó a huir y regresó para presentar batalla con las once naves inmediatamente próximas a él. Al ver la flota danesa que se dirigía contra él, comentó: «Las cabras del bosque no nos superarán, puesto que los daneses poseen el coraje de las cabras. Nosotros no temeremos esa fuerza porque los daneses nunca alcanzarán la victoria luchando en navíos.» Asimismo, Olaf subestimó a los suecos con una referencia a sus costumbres paganas:

Los suecos pasarán un tiempo más sencillo y más agradable lamiendo sus tazas de sacrificio que embarcándose en el Serpiente Larga delante de nuestras propias armas y obteniendo éxito a la hora de destruir nuestros navíos. Espero que no temamos a estos comedores de caballos.

Solamente cuando Olaf I avistó el contingente de Eirik Håkonsson se dio cuenta de que estaba a las puertas de una dura batalla, ya que «son noruegos como nosotros». El énfasis de las sagas en cuanto a la contribución de Eirik aparece en marcado contraste con los relatos daneses de Adán de Bremen y Saxo Grammaticus, que describen la batalla como una victoria danesa sobre los noruegos, sin ninguna mención al Jarl Eirik y sus hombres.

## La batalla comienza

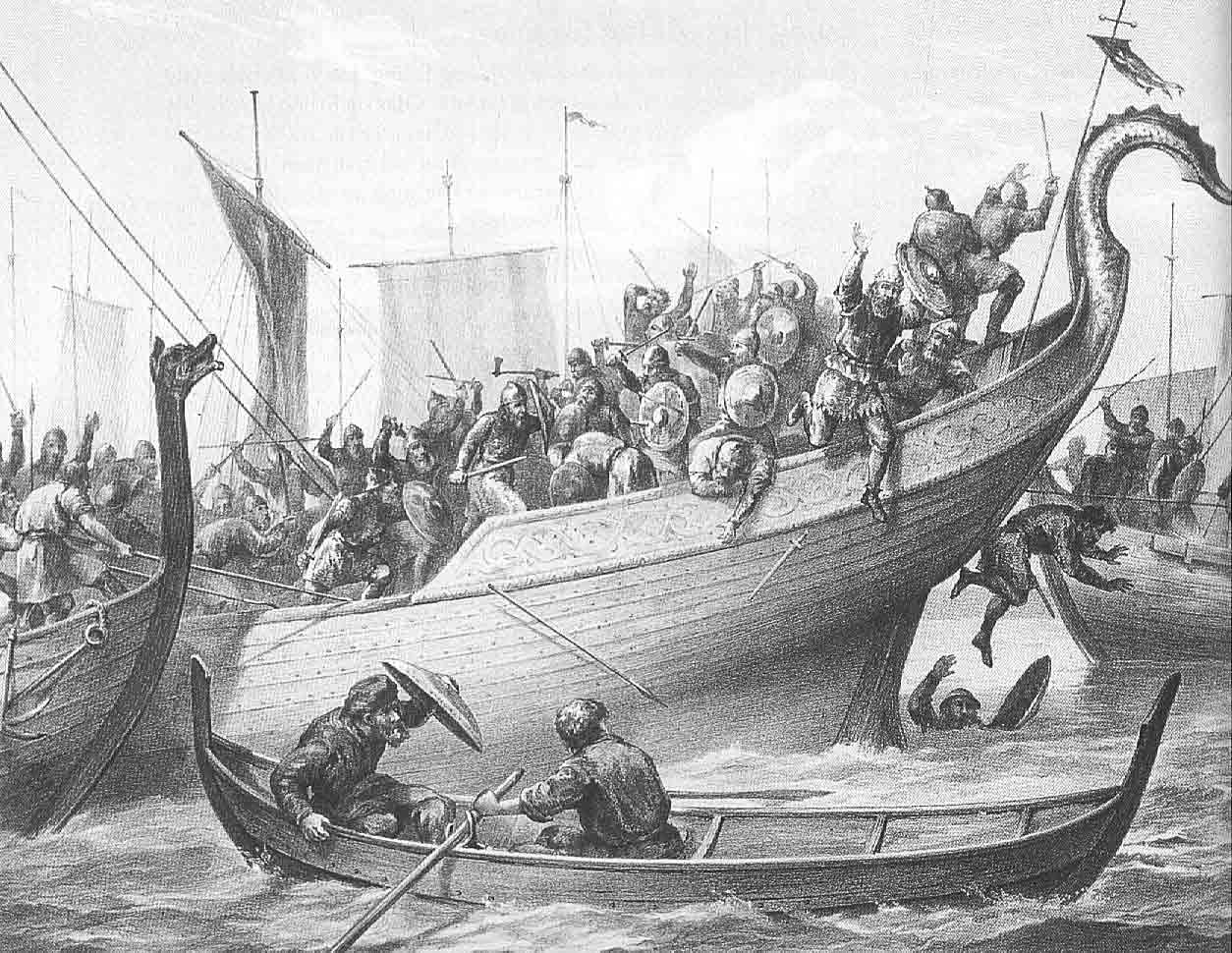
La batalla de Svolder, obra de Peter Nicolai Arbo.

La disposición adoptada en la batalla fue una ya recurrente en muchos enfrentamientos marítimos de la Edad Media, en los cuales la flota tenía que luchar a la defensiva. Olaf posicionó sus navíos lado a lado, con el suyo propio, el Ormen Lange, en el medio de la línea, destacando su proa sobre la del resto. Como ventajas de esta disposición, las manos quedaban libres para la lucha, se podían formar barreras con los remos y las vergas, y se limitaba la capacidad del enemigo de hacer valer su superioridad en número. El Ormen Lange era el navío más largo y también el más alto, lo que representaba una ventaja para los defensores, que podían hacer llover flechas, jabalinas y otros proyectiles, mientras el enemigo debía disparar hacia arriba. Olaf, en efecto, transformó sus once naves en un fortín flotante.
Las sagas dan todos los méritos a los noruegos, elogiando a Eirik Håkonsson por su inteligencia y a la mayor parte de los oponentes de Olaf I por el coraje demostrado. Los daneses y los suecos se precipitaron al atacar la cabecera de la línea naval de Olaf I y su ataque fue repelido, causando numerosas bajas y pérdidas de barcos para los aliados. El Jarl Eirik atacó el flanco y lanzó su navío, el Ariete de Hierro, contra el último de la línea de Olaf, venciéndolo y procediendo al siguiente barco. De esta forma, los navíos de Olaf fueron vencidos uno a uno, hasta quedar solamente el Ormen Lange.

## Einar Tambarskjelve

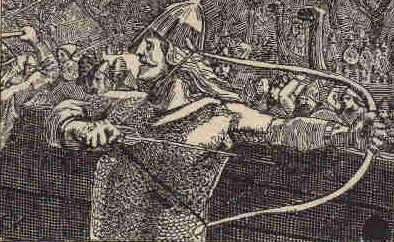
Einar Tambarskjelve (en nórdico antiguo: Einarr Þambarskelfir) probando el arco del rey, y lo encuentra muy endeble.

Uno de los episodios más conocidos de la batalla está relacionado con Einar Tambarskjelve, un arquero de la flota del rey Olaf que posteriormente se convirtió en un perspicaz político. Heimskringla describe su tentativa de matar al Jarl Eirik y salvar la situación para su rey:

Einar tiró una flecha al Jarl Eirik, y la clavó en el timón, un poco más arriba de la cabeza del Jarl. Lanzó tan fuerte la flecha que esta se incrustó en la madera hasta el astil. El Jarl miró hacia aquella dirección, y preguntó si sabían quien había disparado; en el mismo instante, otra flecha voló entre sus manos y su costado, y entre el relleno de su puesto de mando, de modo que gran parte de la punta asomó de manera inusual por el otro lado. Entonces el Jarl dijo a un hombre llamado Fin —aunque algunos dicen que era de la raza fin (lapón) y era un excelente arquero—, «dispara a ese hombre alto en el mástil». Fin disparó; y la flecha golpeó en el medio del arco de Einar justo cuando este lo estaba levantando, y el arco se partió en dos.

-«¿Qué es eso que se rompe con tal ruido?», gritó el rey Olaf.
-«Noruega, rey, de tus manos», gritó Einar.
-«¡No! ¡Eso no sucederá!», dice el rey; «toma mi arco, y dispara», lanzándole el arco.

Einar tomó el arco, y lo arrimó a la punta de la flecha. «Muy endeble, muy endeble», dijo, «¡para el arco de un poderoso rey!» y, lanzando el arco a un lado, cogió la espada y el escudo y luchó valientemente.

La misma historia se encuentra en Gesta Danorum, aunque en esta Einar apunta a Svend I, en vez de a Jarl Eirik.

## La muerte de Olaf I

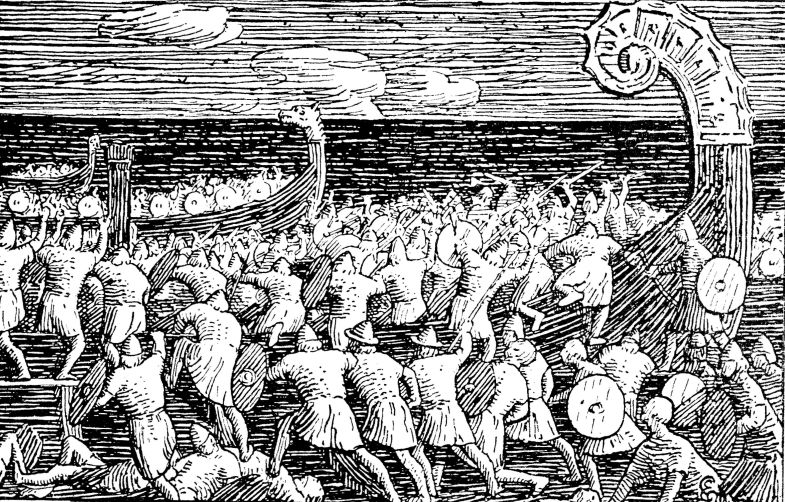
Eirik y sus hombres embarcando en el Ormen Lange en uno de los episodios finales de la batalla.

Finalmente, el Ormen Lange fue dominado y Olaf I, derrotado. Las fuentes danesas relatan que cuando todo estaba perdido, el rey se suicidó lanzándose al mar, «el fin adecuado para su vida», según Adán de Bremen. Saxo Grammaticus afirmaba que Olaf prefirió el suicidio a la muerte a manos del enemigo y saltó al mar llevando la armadura completa, todo antes que ver a sus enemigos victoriosos. Los relatos noruegos e islandeses son más complejos y más favorables a Olaf. El poema memorial de Hallfreðr vandræðaskáld para su lord ya había aludido a rumores de que Olaf escapó de la muerte en Svolder. Las sagas ofrecen una variedad de posibilidades. Ágrip af Nóregskonungasögum relata:

«Pero de la caída del rey Óláfr nada se sabía. Se vio que mientras la lucha decaía, él permanecía, todavía vivo, en la parte trasera de la cubierta de popa del Ormen Lange, que poseía treinta y dos puestos de remo. Pero cuando Eiríkr fue a la popa del navío en busca del rey, una luz brilló ante él como si fuera un rayo, y cuando la luz desapareció, el propio rey se había ido.»

Otras sagas sugieren que de una forma u otra, Olaf consiguió llegar a la costa; tal vez nadando, o con una supuesta ayuda de ángeles, y de manera más probable, siendo rescatado por uno de los navíos sorbios presentes. Tras su fuga, Olaf supuestamente buscó la salvación de su alma en el extranjero, quizás uniéndose a un monasterio. Óláfs saga Tryggvasonar en mesta describe una serie de «apariciones» suyas en Tierra Santa, la última en la década de 1040.
Olaf I, como Carlomagno, Federico I Barbarroja y Sebastián I de Portugal, es una de las figuras heroicas legendarias cuyo retorno es esperado por el pueblo y sus muertes nunca llegan a ser completamente aceptadas.

## Consecuencias

División de Noruega tras la batalla de Svolder, según Heimskringla.
Área bajo dominio de Eirik Håkonsson, como feudo de Svend I de Dinamarca.
Área dominada por Svein Håkonsson, hermanastro de Eirik, como feudo de Olaf de Suecia.
Área bajo control directo de Svend I.

Tras la batalla de Svolder, los líderes aliados dividieron Noruega en varias áreas de control. Heimskringla presenta el relato más detallado de la división, y la describe como hecha en tres partes. Olaf de Suecia recibió cuatro distritos en Trondheim, así como Møre, Romsdal y Ranrike. Entregó estas posesiones al Jarl Sveinn Hákonarson, su yerno, para mantenerlo como vasallo. Svend I pasó a poseer el distrito de Viken, donde la influencia danesa era fuerte desde hacía mucho tiempo. El resto de Noruega quedó bajo el control de Eirik Håkonsson como vasallo de Svein. Fagrskinna, en contraste, afirma que la zona sueca estaba compuesta por Oppland y una parte de Trondheim. Otras fuentes son menos específicas.
Los Jarls Eirik y Svein demostraron ser líderes fuertes y competentes, y sus reinados fueron prósperos. La mayor parte de las fuentes dicen que adoptaron el cristianismo, pero permitían la libertad religiosa del pueblo, lo que llevó a un retroceso del cristianismo que deshizo muchos de los trabajos de misión llevados a cabo por Olaf I.

## Legado
Diversos factores combinados hicieron de la batalla de Svolder una de las más famosas de la Época vikinga. En la historiografía noruego-islandesa, se atribuye mucha importancia a Olaf I, como el hombre que llevó el cristianismo al Norte. Su pintoresco fin en una batalla contra una fuerza incontenible además genera una narrativa digna. Los poetas de la corte del Jarl Eirik también aseguraron a su señor una buena parte de gloria. Mesta dice:

La batalla es reconocida por haber sido, por numerosas razones, la más famosa que se haya librado en tierras nórdicas. Primeramente, se encontraba la noble defensa realizada por el rey Olaf y sus hombres a bordo del Ormen Lange. No hay caso conocido donde unos hombres se hayan defendido por tanto tiempo y tan valientemente contra unos enemigos desproporcionados en número. Después hubo un feroz ataque realizado por Jarl Eric y sus hombres, y se le atribuye un gran renombre. […] La batalla fue también muy famosa, debido a la gran masacre, y al éxito del Jarl en vencer a un navío que en aquella época era el de mayores dimensiones y más costoso de Noruega; del cual los marineros decían que nunca, mientras navegase, sería vencido con armas ante los héroes que lo tripulaban.

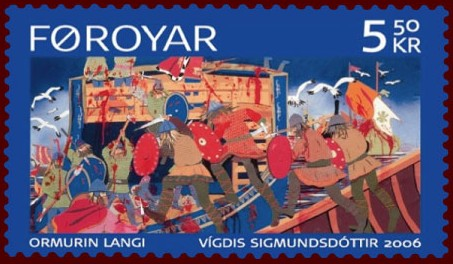
Sello de las Islas Feroe con una escena de la batalla de Svolder inspirada por el poema de Jens Christian Djurhuus, Ormurin langi.

En Islandia, donde las sagas reales continuaron copiándose y estudiándose, la batalla influyó en la imaginación de diversos poetas. Un ciclo rímur del siglo XV, Svöldrar rímur, narra la batalla en versos, siguiendo en su mayor parte el relato de Oddr Snorrason. Otros dos ciclos rímur sobre el mismo tema se compusieron en el siglo XVIII, uno de los cuales aún se conserva. En el siglo XIX, el popular poeta Sigurður Breiðfjörð compuso otro ciclo rímur sobre la batalla basado en el relato realizado en Mesta.
Con el ascenso del nacionalismo y el romanticismo en el siglo XIX, y el creciente número de traducciones de las sagas, el interés por la batalla de Svolder aumentó fuera de Islandia. En torno a 1830, el poeta feroés Jens Christian Djurhuus compuso una balada sobre la batalla titulada Ormurin langi, según el relato de Snorri. La balada fue bien recibida y permanece entre las más populares y más conocidas de las baladas feroesas. En 2002, la banda Týr lanzó una versión rock abreviada de la misma, con bastante éxito en el extranjero.
En Noruega, Einar Tambarskjelve, la enardecedora pieza patriótica de Johan Nordahl Brun escrita en 1772, es considerada un hito en la literatura noruega. Posteriormente, Bjørnstjerne Bjørnson escribió un conocido poema corto, Olav Trygvason, sobre la caída del rey. Bjørnson también colaboró con Edward Grieg en una ópera sobre Olaf I, pero debido a varias disputas entre ambos, el trabajo no llegó a ser completado. Ragnar Søderlind completó la ópera, que se estrenó en septiembre de 2000, mil años después de la batalla de Svolder. Søderlind introdujo motivos de destino de Wagner, Beethoven y Liszt en la escena de la batalla.
La batalla también inspiró creaciones artísticas fuera de Escandinavia, como un volumen manga realizado por la japonesa Ryō Azumi. El trabajo más conocido en inglés es probablemente el ciclo de Henry Wadsworth Longfellow The Saga of King Olaf (de su colección de poemas de 1863, Tales of a Wayside Inn), gran parte de la cual está dedicada a la batalla de Svolder e incluye el verso:
|  | Texto original en inglés: Louder the war-horns growl and snarl, Sharper the dragons bite and sting! Eric the son of Hakon Jarl A death-drink salt as the sea Pledges to thee, Olaf the King! | Traducción al castellano Más alto rugen y resuenan las trompas de guerra, ¡Violentamente muerden y hieren los dragones! Eric, el hijo de Hakon Jarl Una bebida de muerte salada como el mar Juras a ti, ¡Olaf el Rey! |